# ۱۱۱۰ (میلادی)
۱۱۱۰ (میلادی) هزارو صد و دهمین سال تقویم میلادی است.

## درگذشتگان
‎